# Homostola vulpecula
Homostola vulpecula là một loài nhện trong họ Cyrtaucheniidae. Loài này phân bố ờ Nam Phi.